# Козловский, Алексей Фёдорович
Алексе́й Фёдорович Козло́вский (2 [15] октября 1905 года, Киев — 9 января 1977 года, Ташкент) — советский композитор, дирижёр, педагог. Заслуженный деятель искусств Узбекской ССР (1944), народный артист Узбекской ССР (1955), профессор.

## Биография и творческая деятельность
Сын учителя гимназии. Правнук польского виолончелиста Антона Шиманского. В 1923 г. переехал в Москву, учился у Б. Л. Яворского в основанном им Первом гос. музыкальном техникуме. В 1931 году окончил Московскую консерваторию по классу композиции Н. Я. Мясковского, контрапункт и строгий стиль изучал здесь же у Н. С. Жиляева, инструментовку — у С. Н. Василенко. Дипломная работа — «Героическая увертюра» для симфонического оркестра. Как дирижёр испытал влияние искусства В. И. Сука, в течение 3 лет занимался дирижированием у А. Б. Хессина. В 1931—1933 годах дирижёр Оперного театра им. К. С. Станиславского. В 1936 году сослан на 3 года в Ташкент. Увлёкся культурой Востока и оставался в Ташкенте до конца жизни. В 1938—1941 годах дирижёр Узбекского театра оперы и балета, в 1949—1963 годах главный дирижёр и художественный руководитель Симфонического оркестра Узбекской филармонии. С 1943 г. преподавал в Ташкентской консерватории, с 1957 г. профессор по классам композиции и дирижирования, в 1949—1954 и с 1962 г. заведующий кафедрой композиции, с 1972 г. — инструментовки.
Важнейшие сочинения А. Ф. Козловского — опера «Улугбек» (редакции 1942 и 1958 годов, обе поставлены в Ташкенте) и симфоническая поэма «Тановар» (на тему любовной женской песни, записанной в нескольких вариантах от Х. Насыровой), на основе которой был написан одноимённый балет (поставлен в 1971 в Ташкенте). Сюжет оперы основан на событиях жизни среднеазиатского астронома Улугбека, её создание по времени совпало с раскрытием гробницы Улугбека в Самарканде (Гур Эмир); художник-постановщик Усто Мумин.
В круг общения А. Ф. Козловского в годы Великой Отечественной войны входили многие эвакуированные из Москвы и Ленинграда артисты и музыканты, в их числе — Ф. Г. Раневская, М. О. Штейнберг. В Ташкенте Козловский познакомился с Анной Ахматовой, творческое и дружеское общение с которой сохранялось до конца её жизни. Композитор написал несколько романсов на её стихи. Козловскому посвящено ахматовское стихотворение «Явление луны» из цикла «Луна в зените» (1944).
По оценке музыковеда Н. Юденича, Козловскому-дирижёру «ближе всего… произведения лирико-романтического и лирико-трагедийного плана — Франк, Скрябин, Чайковский. Именно в них проявляется возвышенный лиризм, свойственный индивидуальности Козловского. Широта мелодического дыхания, органичность развития, образная рельефность, порой картинность — вот качества, которые отличают прежде всего интерпретацию дирижёра».
Его жена Галина Лонгиновна Козловская (урождённая Герус; 1906—1991) — дочь депутата II Государственной думы Л. Ф. Геруса, автор либретто сценических произведений А. Ф. Козловского, мемуаристка.
Похоронен на Боткинском кладбище в Ташкенте.
Архив композитора передан в Музей музыкальной культуры имени М. И. Глинки в Москве.
15 октября 2015 г. в Российском центре науки и культуры в Ташкенте состоялась конференция, посвящённая 110-летию со дня рождения А. Ф. Козловского.

## Награды
- орден Ленина (18.03.1959)[7]
- 2 ордена «Знак Почёта» (в том числе 06.12.1951[8])
- медали
- народный артист Узбекской ССР (1955)
- Заслуженный деятель искусств Узбекской ССР (1944)

## Сочинения

### Оперы
- «Хамза Хаким-заде Ниязи» (не окончена, 1938);
- «Улугбек» (Ташкент, 1942, 2-я ред. 1958);
- «Мать» (не окончена, 1942);
- «Подвиг Бекташа» (1943);
- «Афдаль-лучник» (1947);

### Оперетта
- «Дружная горка» (Москва, 1928);

### Музыкальные драмы
- «Даврон ата» (совместно с Т. Садыковым, Ташкент, 1941);
- «Шерали» (совместно с С. Н. Василенко и М. А. Ашрафи, Ташкент, 1942);

### Балеты
- «Слава Октябрю» (Ташкент, 1950);
- «Тановар» (Ташкент, 1971);

### Поэмы
- «Красные казаки» (1939);
- «На защиту Родины» (слова собственные, 1941);
- оратория «Джелал-Эддин» (слова Чусти, совместно с Б. А. Араповым, 1944);
- кантата «Наставление мудрым» (слова А. Навои, 1948);
- «Тановар», «Фугон», «Узганча», «Гюльюз узра» (1938);
- «Текенолиш» (1956);
- «Нигорим» (1956);
- «Мертсуль» (1962);
- «Скерцо» (1921);
- «Большая героическая увертюра» (1921);
- «Большая увертюра» (1921);
- I (Хореографическая, 1934);
- II (1935);
- «Тановар» (1951);
- «По прочтении Айни» (1952);
- «Дастан» (1954);
- «Индийская поэма» (1955);
- «Празднества» (1964);
- «Походный марш» (1935);
- «Саути Сарвиноз» (1958);
- «Кантата памяти Шевченко» (слова Т. Шевченко, 1921);

### Сюиты
- «В колхозе» (1931);
- «Лола» (1937);
- «Ферганская» (1937);
- «Горная» («По тропам и дорогам», 1948);
- «Узбекская танцевальная» (1954);
- «Симфонический танец» (1938).

### Музыка для кино
- 1945 — «Тахир и Зухра»
- 1946 — «Похождения Насреддина»
- 1947 — «Дорога без сна»
- 1948 — «Дочь Ферганы»